# Journal of Experimental Medicine
Das Journal of Experimental Medicine, abgekürzt J. Exp. Med., ist eine wissenschaftliche Fachzeitschrift, die vom Rockefeller University Press-Verlag veröffentlicht wird. Die erste Ausgabe erschien im Jahr 1896. Derzeit erscheint die Zeitschrift monatlich. Es werden Artikel veröffentlicht, die sich mit physiologischen, pathologischen und molekularen Mechanismen der Reaktion auf Krankheiten beschäftigen.
Der Impact Factor lag im Jahr 2014 bei 12,515. Nach der Statistik des ISI Web of Knowledge wird das Journal mit diesem Impact Factor in der Kategorie Immunologie an fünfter Stelle von 148 Zeitschriften und in der Kategorie experimentelle und forschende Medizin an fünfter Stelle von 123 Zeitschriften geführt.
Die Zeitschrift hat ein Kollektiv von 12 akademischen Herausgebern.